# Нарасаки, Томоа
Томоа Нарасаки (яп. 楢崎智亜; род. 22 июня 1996, Уцуномия) — японский спортсмен, выступающий в спортивном скалолазании. Специализируется в боулдеринге. Участник Олимпийских игр.

## Биография
Томоа Нарасаки родился 22 июня 1996 года в Уцуномии.
Он начал заниматься скалолазанием, когда ему было 10 лет, вместе с Сати Аммой, в семейном скалодроме Сачи. Ранее занимался гимнастикой. В 2016 году Томоа выиграл чемпионат мира в дисциплине боулдеринг. В том же году он стал обладателем Кубка мира в боулдеринге. В 2019 году вновь стал обладателем Кубка мира по боулдерингу. Его младший брат Мэйти Нарасаки также является профессиональным спортивным скалолазом.
В 2019 году Нарасаки квалифицировался на Олимпийские игры 2020 года в Токио, выиграв золото на чемпионате мира по скалолазанию.
Нарасаки принадлежит рекорд Японии по лазанию на скорость (5,73 секунды), установленный в марте 2021 года на соревнованиях Кубка Японии по скалолазанию..
3 августа 2021 года Томоа Нарасаки принял участие в квалификации на домашних Олимпийских играх. Он не вышел на старт первого забега, а во втором показал второе время (5,94 с). Также он стал вторым в боулдеринге (2 топа и 4 зоны), и хотя в лазании на трудность занял только четырнадцатое место, вышел в финал с итогового второго места, уступив только французу Микаэлю Мавему. В финале в лазании на скорость занял второе место, уступив в финальной гонке испанцу Альберто Хинесу Лопесу. В боулдеринге достиг три зоны за 5 попыток и один топ, в дисциплине заняв третье место. В лазании на трудность Нарасаки стал шестым, преодолев 33 зацепа, и не сумел завоевать медаль. Его произведение мест (36) принесло четвёртое место, тогда как у бронзового призёра Якоба Шуберта из Австрии — 35 очков.